# Курляндский, Дмитрий Александрович
Дмитрий Александрович Курляндский (род. 9 июня 1976, Москва) — российский композитор.

## Биография
Окончил Московскую консерваторию и аспирантуру у Леонида Бобылёва. Принимал участие в мастер-классах многих российских и зарубежных композиторов. Сочинения были отмечены на конкурсах в России, Франции, Англии. В 2003 году стал победителем международного конкурса «Гаудеамус» в Нидерландах. В 2008 — гость Берлинской программы для деятелей искусств. Победитель Премии Джанни Бергамо в области классической музыки 2010 в Швейцарии. Композитор ансамбля 2Е2М (2010, Франция). Победитель Конкурса на сочинение оперы им. Иоганна Йозефа Фукса в 2011 году в Австрии (заказ на написание камерной оперы «Астероид 62»). В 2017 году удостоен Премии Франко Аббьяти за лучшую итальянскую музыкальную премьеру 2016 года.
Музыка Дмитрия Курляндского регулярно звучит в концертах и на фестивалях, включая Donaueschingen, MaerzMusik, Venice biennale, Musica Strasbourg, Huddersfield, Athens festival, Archipel (Женева), Transart, Klangspuren Schwaz, Elektra Montreal, ISCM WMD, Warsaw Autumn, Территория и многие другие. Его музыка транслируется на радио во всем мире, программы-портреты на France Musique, Deutschlandradio Kultur, RBB, Radionova (Норвегия), CKUT (Канада). Дмитрий Курляндский сотрудничал с такими дирижёрами, как Теодор Курентзис, Фёдор Леднёв, Райнберт де Леу, Роланд Клуттиг, Пьер Рулье, Юрьен Хемпел, Джорджио Бернаскони и др. Среди исполнителей — оркестры SWR, MusicAeterna, J.Futura, Московский симфонический оркестр, Оркестр Свердловской филармонии и др., ансамбли KlangForum Wien, ASKO и Schoenberg, InterContemporain, 2E2M, L’Itineraire, Contrechamps, KNM, Aleph, Slagwerkgroep den Haag, Champ d’action, Kairos quartet, Sonar quartet, Московский Ансамбль Современной Музыки, eNsemble, Студия Новой Музыки и многие другие. Дмитрий Курляндский получал заказы от многих Российских и европейских фестивалей, ансамблей, фондов. Сочинения издаются Editions Jobert.
Основатель и главный редактор первого в России журнала, посвященного современной музыке — Трибуна Современной Музыки (2005—2009). Один из основателей группы композиторов «Сопротивление Материала» (СоМа). Член союза композиторов России. Художественный руководитель Международной академии молодых композиторов в городе Чайковском.
Лауреат премии «Золотая маска» 2021 года в номинации «Работа композитора в музыкальном театре» за спектакль «Октавия. Трепанация» («Электротеатр Станиславский», Москва). В 2024 году был вновь удостоен премии «Золотая маска» за музыку к спектаклю «Катерина Измайлова» («Театр-Театр», Пермь), однако от награды отказался в знак протеста 
против судебного процесса над Евгенией Беркович и Светланой Петрийчук, который он назвал «символом нового официального российского театра». В своих соцсетях композитор написал: «Конечно, принять эту маску я не могу — это персональная номинация, поэтому я имею право высказать своё персональное мнение — лично для меня сегодня маска стала гримасой системы, уничтожающей театр, а за ним и человеческие жизни». Курляндский отметил, что завершил работу над спектаклем за месяц до вторжения России в Украину, поэтому новость о награждении стала для него «весточкой из другой, навсегда потерянной жизни».